# Xylophanes elara
Xylophanes elara là một loài bướm đêm thuộc họ Sphingidae. Nó được tìm thấy ở Paraguay, Surinam, Venezuela, Bolivia và Brasil.
Con trưởng thành bay từ tháng 3 đến tháng 4 và một lần nữa vào tháng 8 in Bolivia.
Ấu trùng có thể ăn các loài Rubiaceae và Malvaceae.

## Hình ảnh

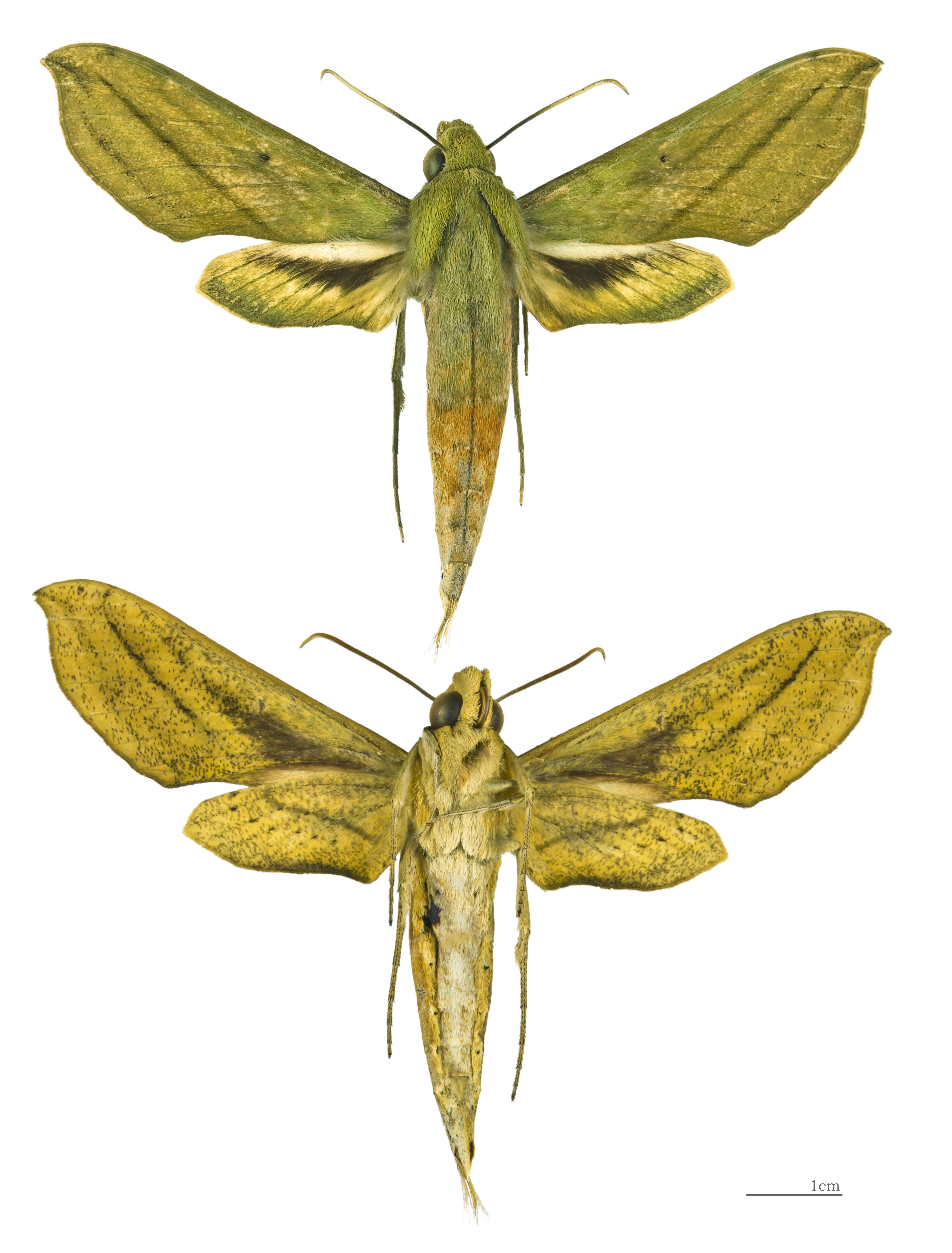
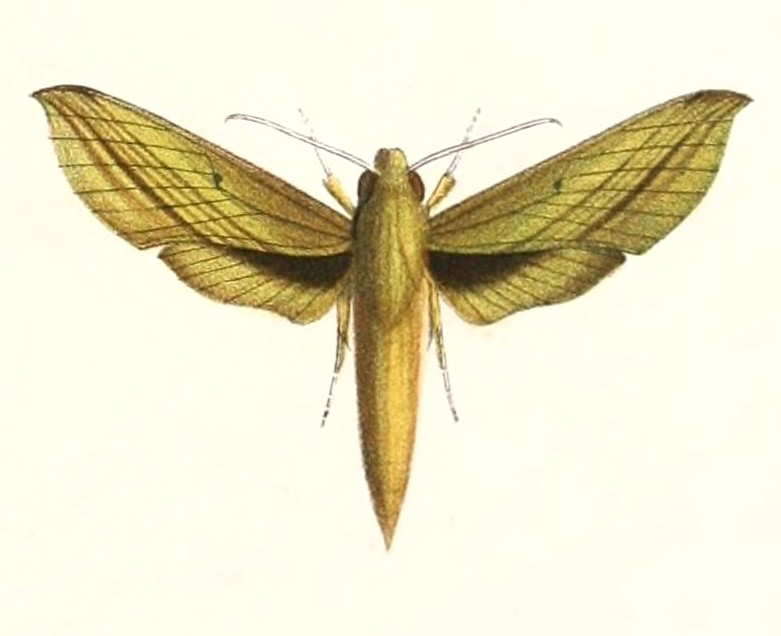